# Marjean Holdenová
Marjean Holdenová (* 3. listopadu 1964 Minneapolis, Minnesota) je americká herečka.
Debutovala ve francouzském filmu Le déclic (1985), v 80. letech se objevila také např. ve filmech Glitch!, Stripped to Kill II: Live Girls a Skvělé dobrodružství Billa a Teda. V průběhu následujícího desetiletí hostovala v řadě televizních seriálů, jako jsou A Different World, Jake a Tlusťoch, True Colors, Fresh Prince, Odpadlík, Wings, Příběhy ze záhrobí, JAG, Star Trek: Stanice Deep Space Nine (člen posádky Stolzoffová v epizodě „Stanice Empok Nor“; 1997), Pacific Blue a Brutální Nikita. Hrála též v celovečerních filmech Experiment Philadelphia 2, Mortal Kombat 2: Vyhlazení, Ztracený svět: Jurský park a Nebezpečná rychlost 2: Zásah. V roce 1999 se objevila v televizním sci-fi filmu Babylon 5: Volání do zbraně jako navigátorka vesmírné lodi Excalibur. Na tento snímek navázal 13dílný seriál Křížová výprava, kde ztvárnila jednu z hlavních postav, doktorku Sarah Chambersovou. V letech 2000 až 2002 působila v seriálu Pán šelem, roku 2005 hrála ve filmu Rukojmí, v roce 2009 hostovala v seriálu Pohotovost.